# 제시카 하퍼
제시카 하퍼(Jessica Harper, 1949년 10월 10일 ~ )는 미국의 배우, 가수이다. 브라이언 드팔마가 연출한 《천국의 유령》(1974)을 기점으로 영화계에서 본격적으로 활동하기 시작하였다. 대표작은 다리오 아르젠토가 감독한 《서스페리아》(1977)이며, 2018년 리메이크작에도 출연하였다.

## 출연 작품

### 영화
- 탈의 (1971)
- 천국의 유령 (1974)
- 인서츠 (1975, Inserts)
- 사랑과 죽음 (1975)
- 서스페리아 (1977)
- 스타더스트 메모리스 (1980)
- 쇼크 트리트먼트 (1981, Shock Treatment)
- 내 사랑 시카고 (1981, Pennies from Heaven)
- 아름다운 날들 (1982)
- 전장의 마술사 (1986, The Imagemaker)
- 블루 이구아나 (1988, The Blue Iguana)
- 캠퍼스 괴물 소동 (1989, Big Man on Campus)
- 미스터 원더풀 (1993)
- 보이스 (1996, Boys)
- 마이너리티 리포트 (2002)
- 서스페리아 (2018)
- 본즈 & 올 (2022) - 바버라 역
- 나이트비치 (2024) - 노마 역

### 텔레비전
- 작은 아씨들 (1978) - 파일럿
- 어둠 속의 외침 (1985)
- 납골당의 미스터리 (1990)
- 어둠의 나날 (2019)
- 위험한 정사 (2023)